# 카나메 미라이
카나메 미라이(要 未来)는 《데블파이터》의 주인공이다. 한국판 이름은 심다은. 성우는 유카나, 김순영.

## 프로필
히로인. 데빌 칠드런 중 한 명. 파트너는 벨.「비네콘」이라는 PC로 세츠나나 중마의 서포트를 하거나 마계로의 게이트를 열거나 한다. 여자의 힘이 없는 카나메 가의, 가사 전반을 담당한다. 착실한 사람으로, 무엇인가 뜨거워지기 십상인 세츠나나 쿨의 제지역. 파트너의 벨과는 교제가 길고, 친구 이상으로 사이가 좋다. 실은 세츠나가 좋아하는 것 같아서, 클래스 메이트에게 세츠나를 말해졌을 때는, 얼굴을 새빨갛게 해 속이려 하고 있었다.